# Saint-Laurent-la-Gâtine
Saint-Laurent-la-Gâtine település Franciaországban, Eure-et-Loir megyében. Lakosainak száma 463 fő (2022. január 1.).

## Népesség
A település népessége az elmúlt években az alábbi módon változott:
| Lakosok száma | 218  | 258  | 347  | 446  | 449  | 445  | 441  | 444  | 448  | 463  |
|               | 1968 | 1982 | 1990 | 2006 | 2013 | 2015 | 2017 | 2019 | 2020 | 2022 |